# 培生学术英语考试
培生学术英语考试（[] 错误：{{Langx}}：拉丁字母轉寫（帮助），简称）。

## 简介
培生学术英语考试是由金融时报的母公司英国培生集团以及GMAT的开发机构管理专业研究生入学考试委员会（GMAC）共同研究主办于2009年10月26日推出的新一代的国际性英语水平测试。
- 培生学术英语考试是一款完全基于计算机评分的英语水平考试。
- 为大学，高等学术机构，政府部门等专业组织提供全方位的学术英语能力衡量。
- 2009年11月4日培生学术英语考试正式登陆中国内地，目前在北京、上海和广州三地设有考点。
- 培生学术英语考试目前获得超过900个机构部门认可，平均分布在美国、英国、加拿大、澳大利亚以及爱尔兰等多个国家和地区。

## 考试特点
- 同托福雅思相似，培生学术英语考试从说写、阅读、听力三个部分来测验考生英语能力。每部分均包括不同的考察范围，考察考生全面的综合能力（integrated skills），从这个角度来说它和新托福（TOEFL iBT）更像。
- 考试长度为单一的3个小时。
- 考试在计算机平台上进行（computer-based)，相对于雅思的传统卷面答题，培生学术英语和新托福的网络答题（internet-based）平台更为接近。
- 同传统的人工阅卷不同，培生学术英语采用全自动的机械评分，考生可在五日内获得成绩。
- 考试有效期和托福雅思一样，均为两年；
- 培生学术英语考试结合下列几项特点：
  - 多种口音和学术用语在试题中出现，与现实情况贴近。
  - 总分范围从10到90，分为6个分数等级。

## 考试形式
- 全场考试需一次完成，考试总时间约为三个小时。
- 整个考试分成说写，阅读和听力三个部分。除此之外，还有一个短暂的自我介绍以及10分钟的选择性休息。
- 除考试成绩以外，考生会获得一份详细的成绩报告单，包括考生的个人信息和照片，考生的总分，以及各部分的分项成绩。

### 口语与写作试题
- 这部分试题主要测试考生的英语口语以及书面表达能力，平均考试时间约为77-93分钟，题型包括朗读、重复短句、描述图像、复述文章、回答问题、概括文章大意以及简短的写作。

### 阅读试题
- 阅读部分平均考试时间约为32-41分钟，考试内容和传统阅读相似，包括单项、多项选择题，重组段落以及填空。

### 听力试题
- 这部分试题主要测试考生对英语口语的听力理解能力，考试平均时间约为45-47分钟。
- 考试的录音材料包括不同的英语口音，例如， 英式英语、美式英语以及澳大利亚英语。
- 考察内容包括概括，多项选择，填空以及听写。

## 报名和考试时间选择
- 培生学术考试要求考生必须年满16周岁。
- 年龄介于16至18周岁之间的考生，则需要家长或者监护人提供签名的同意书。同意书表格可以从当地培生客户服务部门获取。
- 注册考试时，考生需要提供详尽准确的个人信息，包括姓名、家庭地址、电子邮件、出生日期以及国籍等。
- 完成注册后，考生将在一至二天内收到电子邮件，确认考生的用户名和密码。
- 考生登入自己的账户以后，可以查到具体的考点及考试日期。考生可以根据自己的情况自由选定以及更改考试细节。